# Markus Stegefelt
Markus Stegefelt (* 5. April 1994 in Eskilstuna) ist ein schwedischer Handballspieler. Er ist 2,00 m groß und wiegt 102 kg. Er spielt beim Schweizer Verein GC Amicitia Zürich.

## Karriere
Markus Stegefelt begann das Handballspielen mit vier Jahren bei seinem Heimatverein IK Guif. Mit 16 schloss er sich dem Stadtrivalen HK Eskil an, für den er zwei Spielzeiten aktiv war. Den Sprung in den Profibereich schaffte Stegefelt danach beim schwedischen Erstligisten Alingsås HK, dessen Trikot der zwei Jahre lang trug. Zur Saison 2014/15 wechselte der 2 Meter große Rechtshänder innerhalb der Liga zu IFK Skövde. Dort erzielte er in 62 Spielen 349 Treffer.
Im Sommer 2016 zog es den Schweden nach Deutschland zur Spielgemeinschaft HBW Balingen-Weilstetten in die 2. Handball-Bundesliga. Seine Bilanz in Baden-Württemberg betrug 78 Treffer in 49 Spielen. In der Rückrunde der Saison 2017/18 kam Stegefelt wegen eines Kreuzbandrisses nicht mehr zum Einsatz.
Zur Spielzeit 2018/19 schloss sich Markus Stegefelt dem mittelhessischen Handballverein TV Hüttenberg an, der gerade in die 2. Handball-Bundesliga abgestiegen war. Ab dem Sommer 2020 lief er für die HSG Nordhorn-Lingen auf. Im Dezember 2023 löste er seinen Vertrag mit der HSG Nordhorn auf und schloss sich dem schwedischen Verein IF Hallby an. Im Januar 2025 wurde sein Vertrag in beiderseitigem Einvernehmen aufgelöst. Zwei Monate später schloss er sich dem Schweizer Erstligisten GC Amicitia Zürich an.

## Zweitligabilanz
| Saison    | Verein                   | Spielklasse   | Spiele | Tore | 7-Meter | Feldtore |
| --------- | ------------------------ | ------------- | ------ | ---- | ------- | -------- |
| 2016/17   | HBW Balingen-Weilstetten | 2. Bundesliga | 31     | 55   | 0       | 55       |
| 2017/18   | HBW Balingen-Weilstetten | 2. Bundesliga | 18     | 23   | 0       | 23       |
| 2018/19   | TV 05/07 Hüttenberg      | 2. Bundesliga | 0      | 0    | 0       | 0        |
| 2011–2018 | gesamt                   | Bundesliga    | 49     | 78   | 0       | 78       |